# ريان كولين
ريان كولين (بالإنجليزية: Ryan Cullen)‏ هو سائق سباق أيرلندي، ولد في 26 مارس 1991.

## وصلات خارجية
- الموقع الرسمي
- ريان كولين على موقع DriverDB.com (الإنجليزية)